# Мёльднер-Шмидт, Антье
Антье Мёльднер-Шмидт (нем. Antje Möldner-Schmidt; род. 13 июня 1984, Потсдам, ГДР) — немецкая легкоатлетка, специализирующаяся в беге на средние дистанции и беге на 3000 метров с препятствиями.

## Спортивная карьера
Мёльднер-Шмидт начала свою карьеру с бега на 1500 метров и впервые выступила на международных соревнованиях, приняв участие в юношеском чемпионате мира по лёгкой атлетике 2001 года и юниорском чемпионате мира по лёгкой атлетике 2002 года. В 2005 году она заняла шестое место на чемпионате мира по лёгкой атлетике в помещении в Мадриде, третье место на чемпионате Европы по лёгкой атлетике среди молодёжи и первое место на национальных соревнованиях — как в помещении, так и на улице.
В 2008 году Мёльднер-Шмидт решила сменить дисциплину и попробовать себя в беге на 3000 метров с препятствиями. Она приняла участие в летних Олимпийских играх в Пекине. Не сумев выйти в финальный этап забега, она тем не менее смогла установить национальный рекорд (9:29,86). В 2009 году она заняла девятое место на чемпионате мира по лёгкой атлетике в Берлине, показав время 9:18,54 и тем самым серьёзно улучшив национальный рекорд.
В начале 2010 года у спортсменки диагностировали болезнь Ходжкина. В конце года, после продолжительного лечения, она смогла возобновить тренировки, а в июле 2011 года — в первый раз после перерыва выступить на национальных соревнованиях.
На Олимпийских играх в Лондоне Мёльднер-Шмидт показала седьмой результат (9:21,78), а на чемпионате Европы в Хельсинки — третье время (9:36,37), завоевав свою первую медаль на международных соревнованиях. После дисквалификации в апреле 2015 года украинской легкоатлетки Светланы Шмидт и аннулирования её результата на забеге в Хельсинки Мёльднер-Шмидт смогла получить серебряную медаль.
На чемпионате мира 2013 года в Москве Мёльднер-Шмидт заняла восьмое место. Годом спустя, на чемпионате Европы 2014 года в Цюрихе, ей удалось завоевать золотую медаль. Это выступление стало самым крупным успехом в карьере спортсменки.

## Семья
Мёльднер-Шмидт выросла в семье легкоатлетов: её отец занимался спортивной ходьбой, сестра Сильке и сестра-близнец Берит выступали в беге на средние дистанции, а старший брат Олаф занял третье место в ходьбе на 20 километров на чемпионате ГДР по лёгкой атлетике 1989 года.
В октябре 2011 года спортсменка вышла замуж. 29 марта 2016 года у неё родилась дочь Лилли Мари.
В ноябре 2016 года Мёльднер-Шмидт заявила о желании продолжить карьеру после декретного отпуска.